# Ракушка (бронетранспортёр)
БТР-МД «Ракушка» (Индекс ГБТУ — Объект 955) — российский десантируемый плавающий бронетранспортёр. Создан в конструкторском бюро Волгоградского тракторного завода. Иногда неофициально называется БТР-Д-3, БТРД-3.
Бронетранспортёр создан на базе боевой машины десанта БМД-4. Основным предназначением бронетранспортёра является замена в войсках БТР-Д.

## Описание конструкции

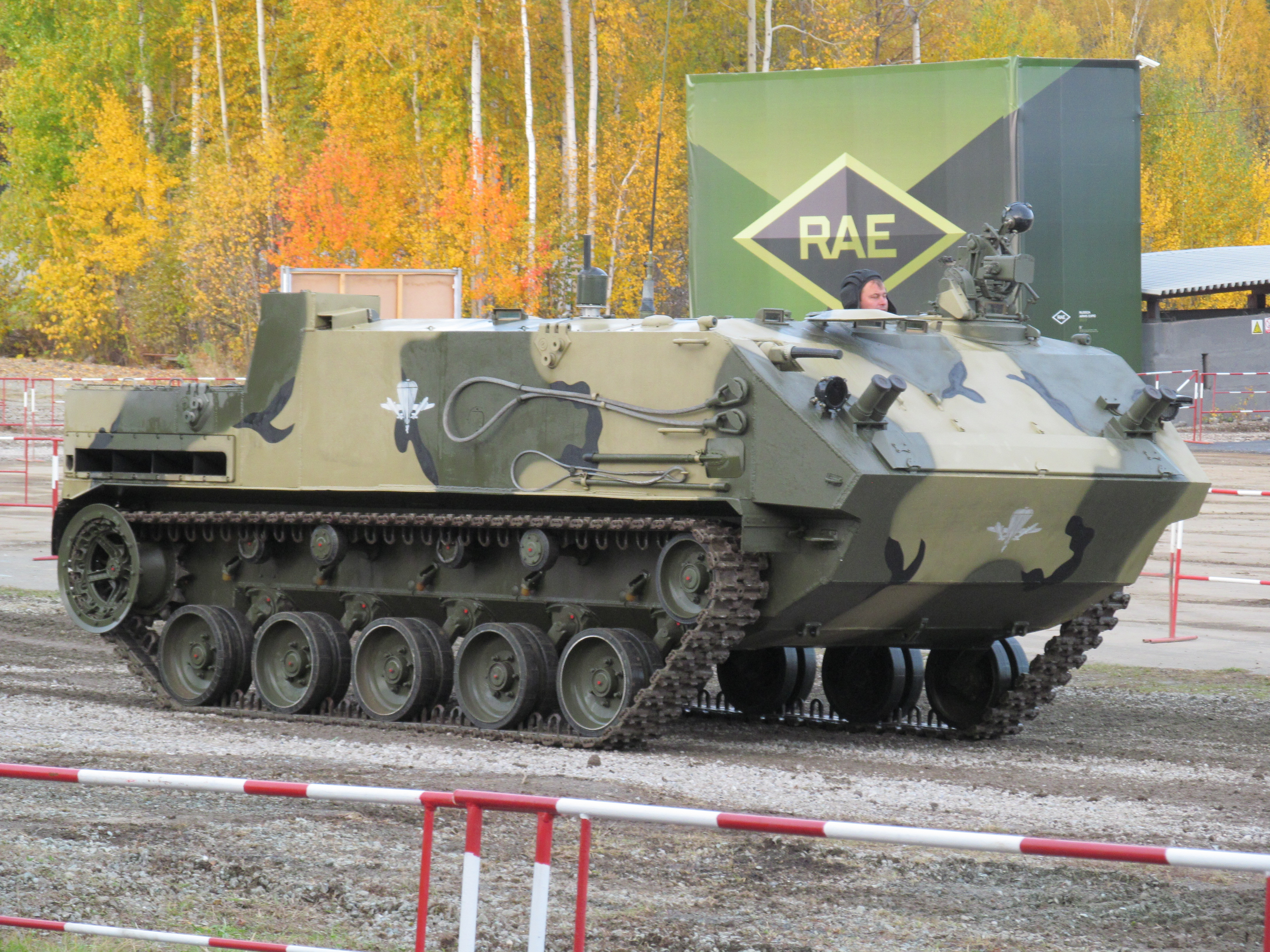
Бронетранспортёр БТР-МДМ «Ракушка-М» на выставке «Russia Expo Arms 2013» в Нижнем Тагиле

Корпус машины выполнен из сварных броневых листов. В передней и средней части корпуса находится рубка с экипажем и десантом бронетранспортёра. Над гусеницами имеются специальные ниши. В задней части машины располагается моторно-трансмиссионное отделение. В кормовой части рубки расположен люк для спешивания экипажа. Место механика-водителя находится в передней части машины. Слева и справа от него установлены сидения для двух членов десанта. В крыше над местами десанта и механика-водителя имеются три люка, для выхода из машины.
В левой части корпуса машины на крыше установлена башенка, под башенкой в корпусе бронетранспортёра установлено кресло командира-наводчика. Башенная установка оборудована наружной системой питания, а также механизмом вертикального наведения. В средней части машины по бортам установлены двухместные кресла для десанта, по три кресла с каждого борта. Кроме того по бортам установлены кронштейны для установки носилок с ранеными.
Габариты и масса машины обеспечивают авиатранспортабельность и быстрое преодоление водных преград.

### Двигатель и трансмиссия
Силовая установка находится в задней части машины в моторно-трансмиссионном отделении. Двигатель машины оппозитный, оснащён турбонаддувом и эжекторно-вентиляторной системой охлаждения. В едином блоке с двигателем находится механизм передач и поворота. Механизм состоит из реверсивной двухвальной коробки передач, а также привода с реверсивным валом на водомётный движитель.

### Ходовая часть

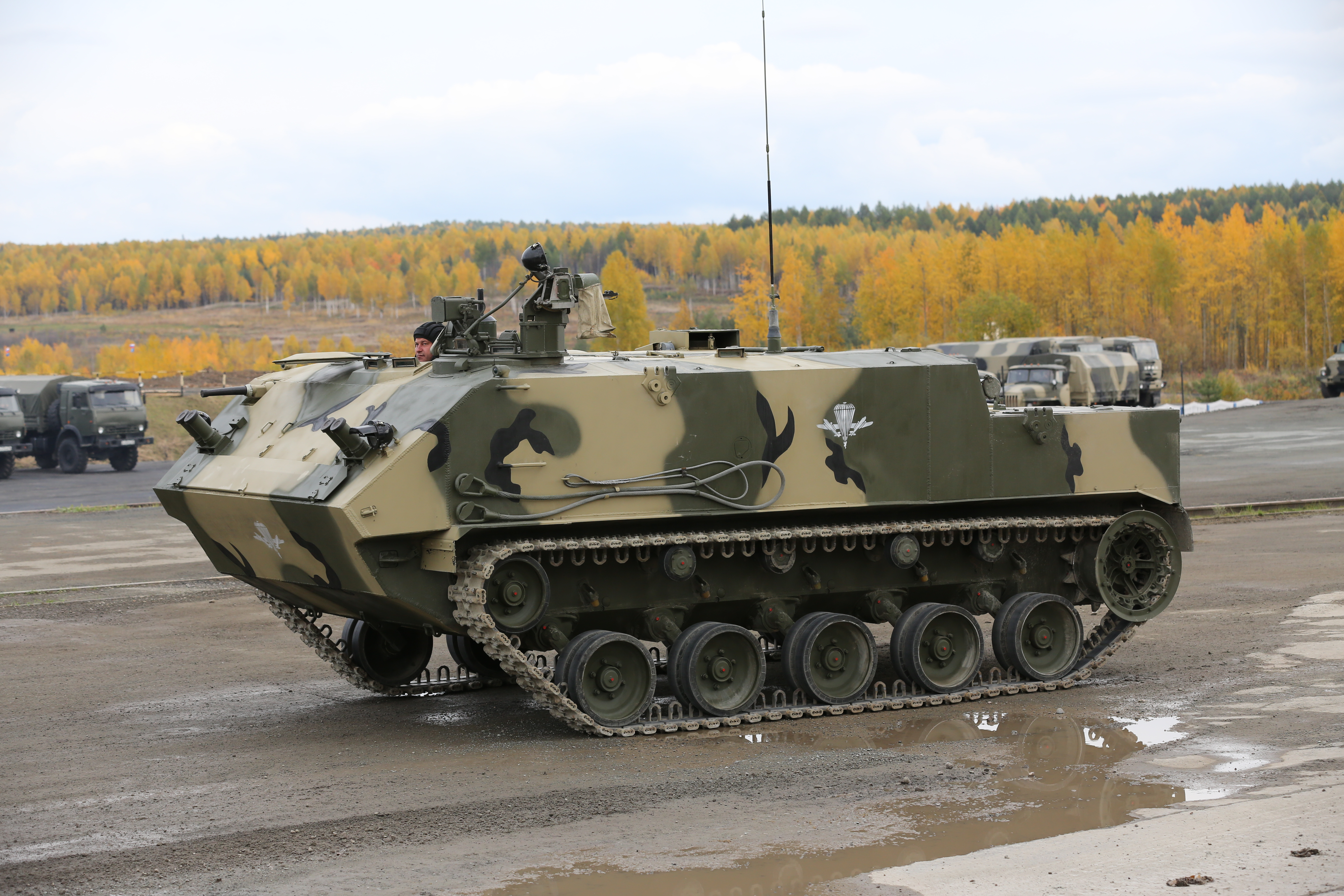

Ходовая часть машины состоит из пяти опорных и четырёх поддерживающих катков с каждого борта. На катки надеты мелкозвенчатые гусеничные ленты с резино-металлическими шарнирами. Опорные катки закреплены на пневматических рессорах. Клиренс бронетранспортёра переменный и имеет три режима: минимальный, рабочий и максимальный.

### Приборы наблюдения и связи
Для наблюдения за местностью в люке механика-водителя установлены три перископических прибора наблюдения. Имеется возможность замены центрального прибора наблюдения на прибор ночного видения. Перед правым люком в передней части машины установлен прицел для ведения огня из курсового пулемёта. В башенной установке также имеется прицельный комплекс командира-наводчика для наблюдения за местностью и ведения стрельбы.

### Вооружение
В качестве основного вооружения используется 7,62-мм пулемёт, установленный в башенную установку командира-наводчика. Дополнительно, в правой передней части рубки установлен ещё один 7,62-мм пулемёт.

## Поставки
Первые 17 серийных БМД-4М и 12 БТР МДМ были поставлены Министерству обороны в первой половине 2015 года, их получило Рязанское высшее воздушно-десантное командное ордена Суворова дважды Краснознаменное училище имени генерала армии В. Ф. Маргелова.
Машины БМД-4М и БТР МДМ были официально приняты на вооружение Вооруженных Сил России в апреле 2016 года.
По состоянию на 2018 год в войсках насчитывалось 54 единиц БТР МДМ.

#### До 2021 года
По два батальонных комплекта машин (БМД-4М и БТР-МДМ) получили:
- 137-й гвардейский парашютно-десантный полк 106-й гвардейской воздушно-десантной дивизии, дислоцированный в Рязани (в сентябре и декабре 2016 года),
- 31-й гвардейская отдельная десантно-штурмовая бригада в Ульяновске (в апреле и августе 2017 года),
- 104-й гвардейский десантно-штурмовой Краснознаменный полк 76-й гвардейской десантно-штурмовой дивизии(в феврале 2018 и марте 2019 года),
- 234-й гвардейский десантно-штурмовой полк 76-й гвардейской десантно-штурмовой дивизии в Пскове (в январе и июне 2020 года).

Один батальонный комплект поставлен в дислоцированный в Новороссийске 108-й гвардейский Кубанский казачий десантно-штурмовой полк (в 2020 году).
В начале 2017 года ротный комплект БМД-4М (десять машин) получил 242-й учебный центр ВДВ в Омске.

#### В 2021 году
Десятый батальонный комплект поступил в дислоцированный в Ставрополе 247-й гвардейский десантно-штурмовой Кавказский казачий полк 7-й Новороссийской гвардейской десантно-штумовой (горной) дивизии (8 июня 2021 года).
Одиннадцатый батальонный комплект, поставленный Воздушно-десантным войскам, получил 217-й гвардейский парашютно-десантный Ивановский ордена Кутузова полк 98-й гвардейской воздушно-десантной дивизии в Иваново.

## Модификации
- БТР-МД — базовая модификация на базе боевой машины десанта БМД-4
- БТР-МДМ — модернизированная версия на базе боевой машины десанта БМД-4М

## Машины на базе
- БММ-Д — бронированная медицинская машина десантная (бронированный санитарный транспортер — БММ-Д1, бронированная машина медицинского взвода — БММ-Д2).
- РХМ-5М — разведывательная химическая машина (модернизированная)

## Боевое применение

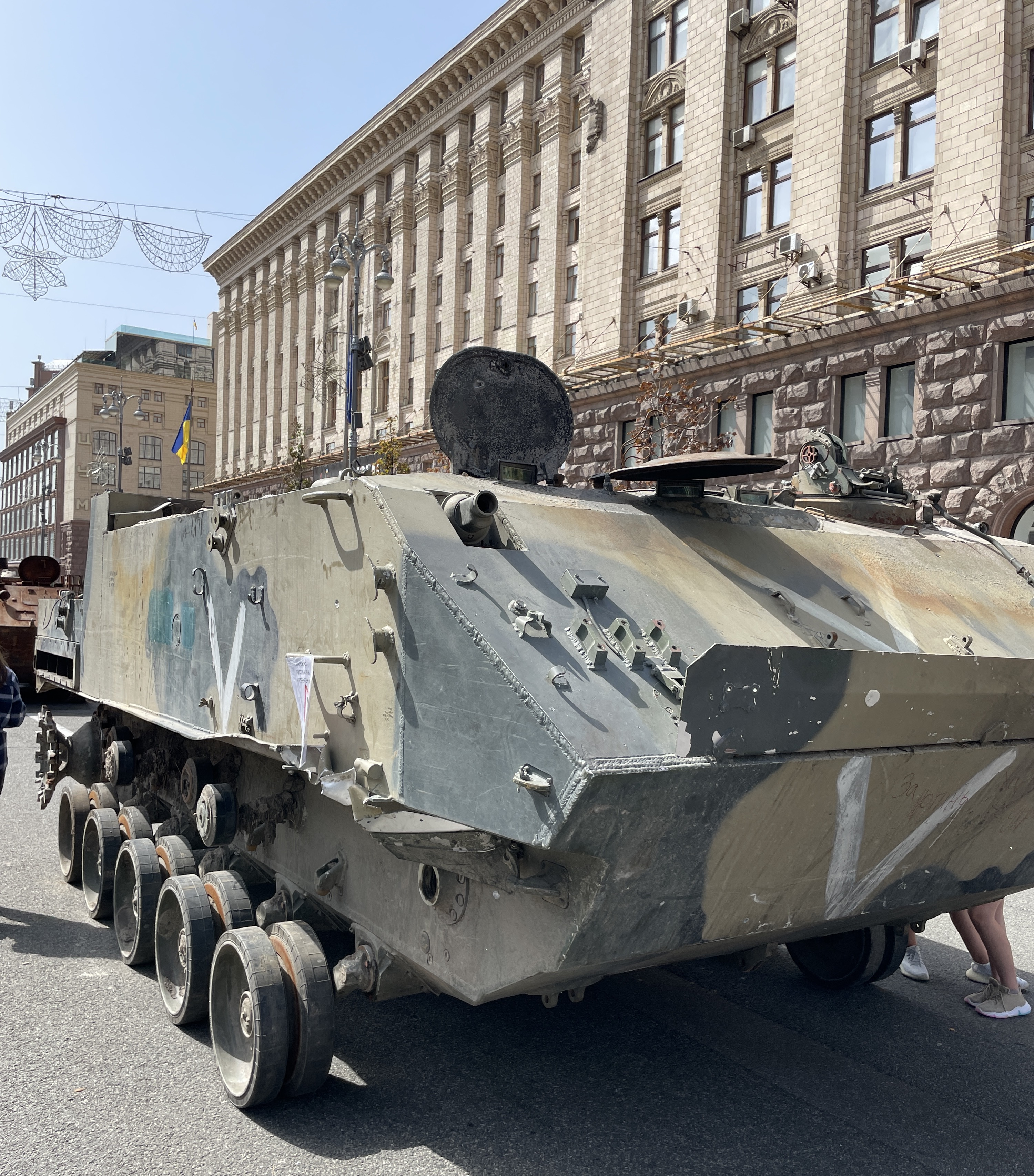
БТР-МД на выставке уничтоженной российской техники на Крещатике.

Вторжение России на Украину (2022): используется российской стороной. По меньшей мере 7 машин «Ракушка» были захвачены украинскими войсками

## Операторы
- Россия — 100 единиц по состоянию на 2023 год[4]
- Украина — Из открытых источников известно о по меньшей мере 7 захваченных трофейных машин в ходе вторжения России в Украину[5]